# ۲سی-سی
۲سی-سی (به انگلیسی: 2C-C) با فرمول شیمیایی C۱۰H۱۴ClNO۲ یک ترکیب شیمیایی با شناسه پاب‌کم ۲۹۹۷۹۱۰۰ است. که جرم مولی آن ۲۱۵٫۶۸ g/mol می‌باشد.